# Lessons in Love (Lloyd)
Lessons in Love è il terzo album studio del cantante statunitense Lloyd, pubblicato dalla Young Goldie Music, The Inc., Universal Motown il 4 agosto 2008. L'album è riuscito ad arrivare sino alla settima posizione della Billboard 200.

## Tracce
1. Sex Education – 3:36
2. Girls Around the World (feat. Lil Wayne) – 3:49
3. Treat U Good – 4:08
4. Year of the Lover – 4:06
5. I Can Change Your Life – 3:28
6. Lose Your Love – 4:04
7. Have My Baby – 4:15
8. Love Making 101 – 4:04
9. Party All Over Your Body – 3:46
10. Touched By An Angel – 4:09
11. I'm Wit It – 3:05
12. Heart Attack – 3:23